# Gmina Šolta
Gmina Šolta (chorw. Općina Šolta) – gmina w Chorwacji, w żupanii splicko-dalmatyńskiej. W 2011 roku liczyła 1700 mieszkańców.

## Miejscowości
Gmina składa się z następujących miejscowości:
- Donje Selo
- Gornje Selo
- Grohote
- Maslinica
- Nečujam
- Rogač
- Srednje Selo
- Stomorska